# Freedom (Contea di Forest, Wisconsin)
Freedom è un comune degli Stati Uniti, situato in Wisconsin, nella Contea di Forest.